# Cappella di Carlo Alberto
La Cappella di Carlo Alberto è un cenotafio che, pochi anni dopo la sua costruzione, fu circondato dai Giardini del Palazzo di Cristallo, nella città di Porto. È considerato il più grande cenotafio romantico del Portogallo. 
La cappella fu costruita su iniziativa della principessa Augusta de Montléart, in memoria del suo fratellastro, il re di Sardegna-Piemonte, Carlo Alberto.

## Storia

### Carlo Alberto di Savoia a Porto
Dopo la battaglia di Novara e la rinuncia al trono, Carlo Alberto andò in esilio. Giunto a Porto, il monarca soggiornò in una locanda situata in quella che allora era la piazza "dos Ferradores" - oggi Piazza Carlo Alberto, in ricordo della sua visita a quella locanda. Finì per trasferirsi più tardi a "Quinta da Macieirinha" (poi Museo Romantico di Porto). Ali morì nel 1849. Il suo corpo è stato trasferito a Torino.  Alcuni anni dopo, la sorellastra Augusta de Montléart fece costruire in sua memoria questo cenotafio, accanto a detta tenuta. I lavori durarono quasi sei anni. All'interno furono collocate tre sculture, acquisite a Parigi. La prima messa in questa cappella-cenotafio fu celebrata il 25 dicembre 1861. Successivamente la cappella fu di proprietà della famiglia reale portoghese, e ciò fino al 1950, quando fu donata al Comune di Porto dalla regina Amélia in esilio.